# Synagoge (Uherské Hradiště)

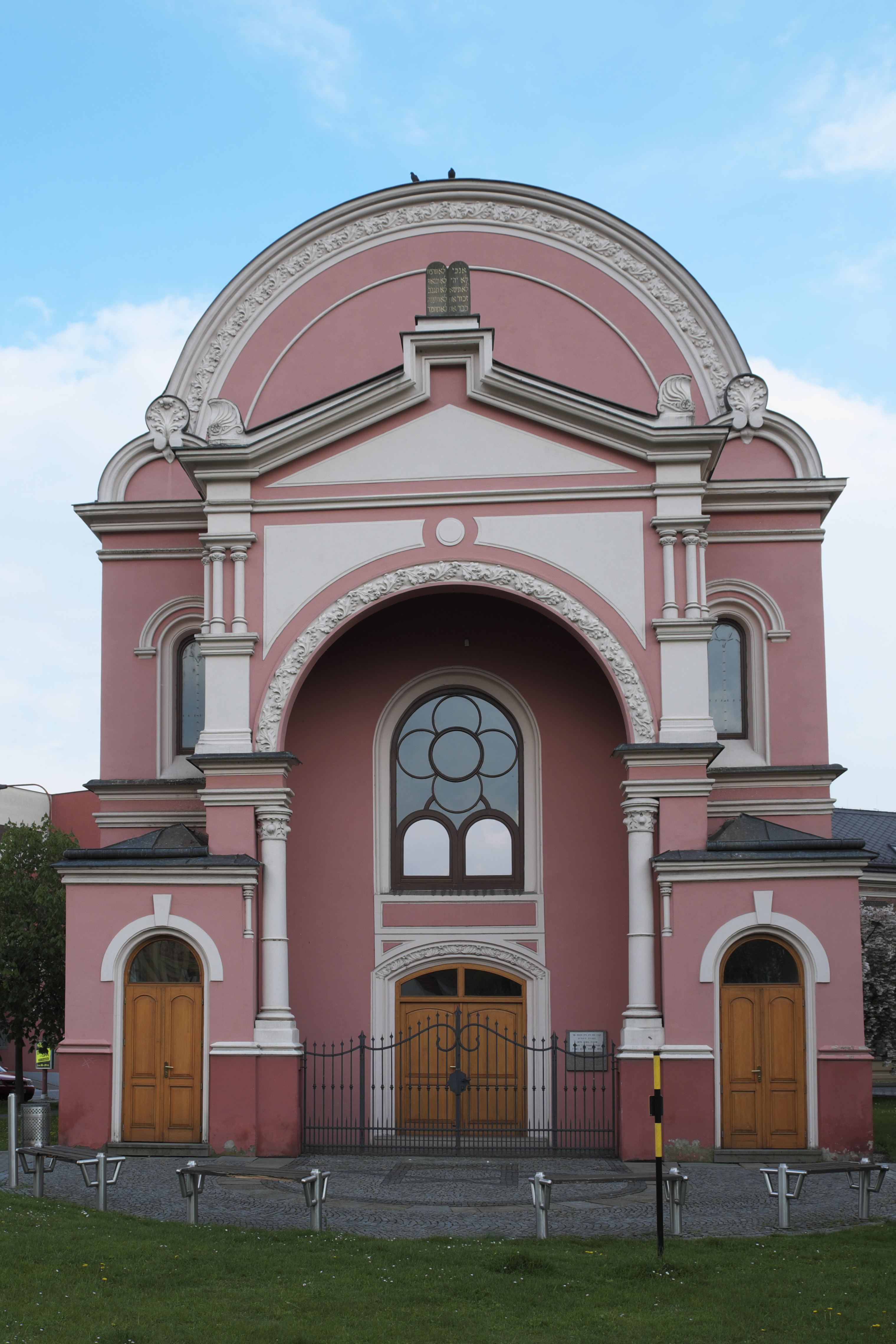
Westseite der Synagoge in Uherské Hradiště

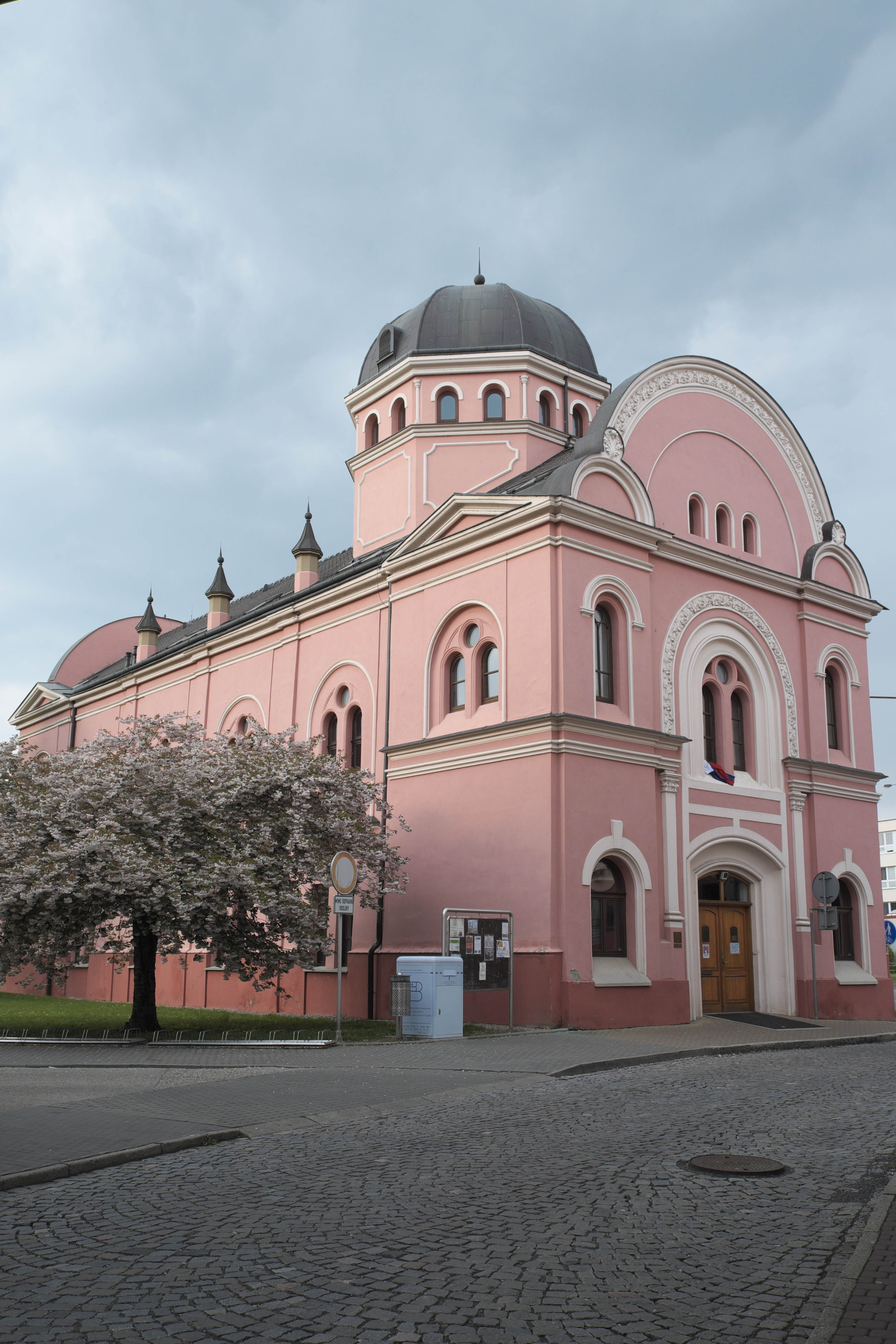
Süd- und Ostseite

Die Synagoge in Uherské Hradiště (deutsch Ungarisch Hradisch),  einer tschechischen Stadt im Okres Uherské Hradiště in der Region Zlin, wurde 1874/75 errichtet und 1904 umgebaut, wobei der Betsaal mit einer Kuppel überwölbt wurde. Die Synagoge am Rande der Altstadt ist ein geschütztes Kulturdenkmal.
Das renovierte Synagogengebäude wird seit 1967 als Stadtbibliothek genutzt. 